# Edgar Aalbertsen
Edgar Aalbertsen (13 september 1973) is een voormalig Nederlands professioneel voetballer die als aanvaller actief was bij FC Utrecht.

## Clubcarrière
Edgar Aalbertsen debuteerde op 13 februari 1994 in de eredivisie voor FC Utrecht in de met 2-0 gewonnen thuiswedstrijd tegen Go Ahead Eagles. Hij viel in de 77e minuut in voor Włodzimierz Smolarek. Op 27 februari van hetzelfde jaar viel hij in de 83e minuut in de met 3-0 gewonnen thuiswedstrijd tegen MVV Maastricht in voor Jean-Paul de Jong, die al twee keer had gescoord in deze wedstrijd. Behalve deze twee wedstrijden kwam hij niet in actie voor FC Utrecht. Later was hij nog actief bij SV Houten.

## Carrièrestatistieken
| Seizoen                   | Club           | Land           | Competitie     | Competitie | Competitie | Beker | Beker | Totaal | Totaal |
| Seizoen                   | Club           | Land           | Competitie     | Wed.       | Dlp.       | Wed.  | Dlp.  | Wed.   | Dlp.   |
| ------------------------- | -------------- | -------------- | -------------- | ---------- | ---------- | ----- | ----- | ------ | ------ |
| 1993/94                   | FC Utrecht     | Nederland      | Eredivisie     | 2          | 0          | 0     | 0     | 2      | 0      |
| Carrièretotaal            | Carrièretotaal | Carrièretotaal | Carrièretotaal | 2          | 0          | 0     | 0     | 2      | 0      |
| Bijgewerkt op 2 juli 2016 |                |                |                |            |            |       |       |        |        |